# Parafia Najświętszej Maryi Panny Wniebowziętej w Psarskiem

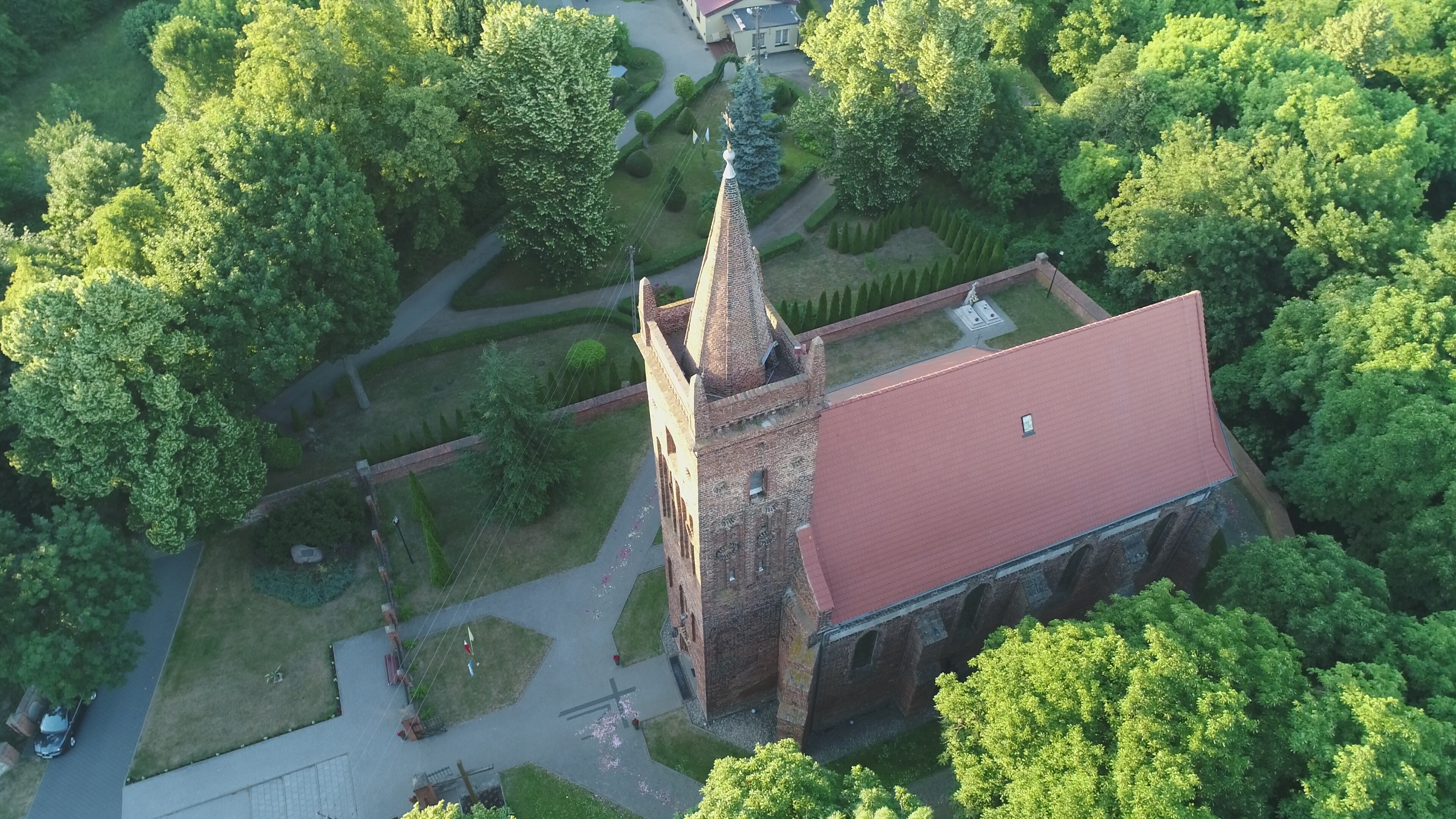

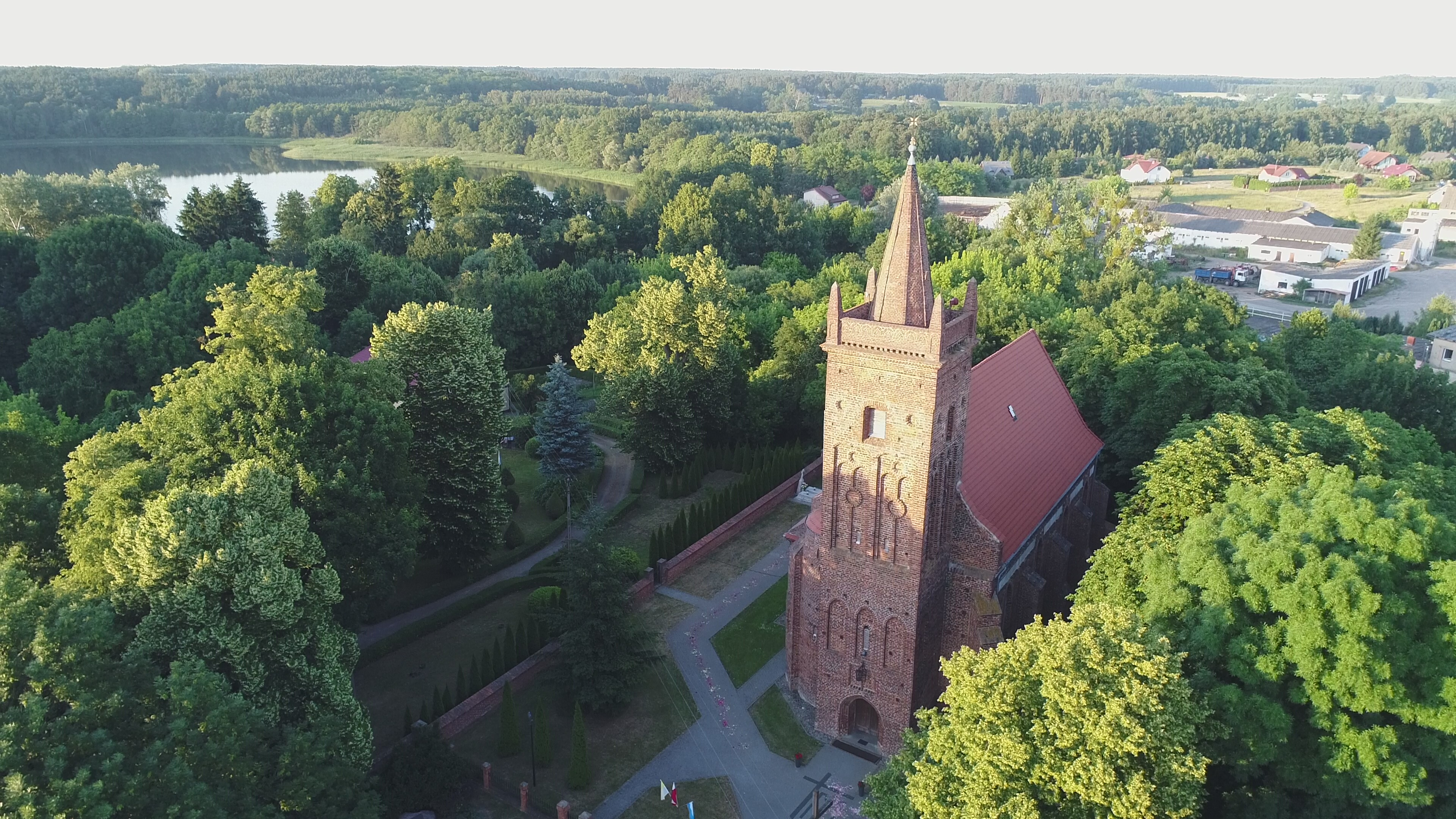

Parafia Najświętszej Maryi Panny Wniebowziętej w Psarskiem – parafia rzymskokatolicka, znajdująca się w archidiecezji poznańskiej, w dekanacie pniewskim.